# جورج بارو
جورج بارو (بالإنجليزية: George Barrow)‏ هو عازف ساكسفون أمريكي، ولد في 21 سبتمبر 1921 في نيويورك في الولايات المتحدة، وتوفي في 19 مارس 2013 في West Village ‏ في الولايات المتحدة.

## وصلات خارجية
- جورج بارو على موقع IMDb (الإنجليزية)
- جورج بارو على موقع ميوزك برينز (الإنجليزية)
- جورج بارو على موقع أول ميوزيك (الإنجليزية)
- جورج بارو على موقع ديسكوغز (الإنجليزية)